# Wahlkreis Mailand 1 (Camera dei deputati, 1993)
Der Wahlkreis Mailand 1 war von 1993 bis 2005 ein Wahlkreis (italienisch collegio elettorale) für die Wahl der Abgeordnetenkammer.

## Wahlkreisgebiet
Der Wahlkreis umfasste die Mitte der Gemeinde Mailand. 

## Wahlergebnisse

### Parlamentswahl 1994

#### Direktstimmen
| Kandidaten               | Kandidaten             | Parteien                                 | Stimmen | %    |
| ------------------------ | ---------------------- | ---------------------------------------- | ------- | ---- |
|                          | Umberto Bossigewählt   | Polo delle Libertà (FI – LN – CCD – UdC) | 46.570  | 48,7 |
|                          | Franco Bassanini       | Progressisti                             | 24.305  | 25,4 |
|                          | Gianni Rivera          | Patto per l’Italia                       | 11.321  | 11,8 |
|                          | Ignazio La Russa       | Alleanza Nazionale                       | 8.561   | 9,0  |
|                          | Sergio Carlo Scalpelli | Lista Marco Pannella – Riformatori       | 4.437   | 4,6  |
|                          | Anna Basso             | Rinnovamento                             | 392     | 0,4  |
| Gesamt                   | Gesamt                 | Gesamt                                   | 95.586  | 100  |
|                          |                        |                                          |         |      |
| Ungültige Stimmen        | Ungültige Stimmen      | Ungültige Stimmen                        | 3.109   | 3,2  |
| Wähler                   | Wähler                 | Wähler                                   | 98.695  | 87,4 |
| Wahlberechtigte          | Wahlberechtigte        | Wahlberechtigte                          | 112.892 |      |
|                          |                        |                                          |         |      |
| Quelle: Innenministerium |                        |                                          |         |      |

#### Listenstimmen
| Parteien                             | Parteien                | Parteien                           | Stimmen | %    |
| ------------------------------------ | ----------------------- | ---------------------------------- | ------- | ---- |
|                                      | Polo delle Libertà      | Forza Italia                       | 27.431  | 28,5 |
| Lega Nord                            | Polo delle Libertà      | 14.173                             | 14,7    |      |
| ↳ Gesamt                             | Polo delle Libertà      | 41.604                             | 43,2    |      |
|                                      | Progressisti            | Partito Democratico della Sinistra | 11.800  | 12,3 |
| Partito della Rifondazione Comunista | Progressisti            | 4.693                              | 4,9     |      |
| Alleanza Democratica                 | Progressisti            | 3.774                              | 3,9     |      |
| Federazione dei Verdi                | Progressisti            | 2.276                              | 2,4     |      |
| La Rete                              | Progressisti            | 2.007                              | 2,1     |      |
| Partito Socialista Italiano          | Progressisti            | 699                                | 0,7     |      |
| ↳ Gesamt                             | Progressisti            | 25.249                             | 26,2    |      |
|                                      | Patto per l’Italia      | Patto Segni                        | 6.376   | 6,6  |
| Partito Popolare Italiano            | Patto per l’Italia      | 6.170                              | 6,4     |      |
| ↳ Gesamt                             | Patto per l’Italia      | 12.546                             | 13,0    |      |
|                                      | Alleanza Nazionale      | Alleanza Nazionale                 | 8.391   | 8,7  |
|                                      | Lista Marco Pannella    | Lista Marco Pannella               | 7.541   | 7,8  |
|                                      | Lega Alpina Lumbarda    | Lega Alpina Lumbarda               | 563     | 0,6  |
|                                      | La Lega di Angela Bossi | La Lega di Angela Bossi            | 337     | 0,4  |
| Gesamt                               | Gesamt                  | Gesamt                             | 96.231  | 100  |
|                                      |                         |                                    |         |      |
| Ungültige Stimmen                    | Ungültige Stimmen       | Ungültige Stimmen                  | 2.449   | 2,5  |
| Wähler                               | Wähler                  | Wähler                             | 98.680  | 87,4 |
| Wahlberechtigte                      | Wahlberechtigte         | Wahlberechtigte                    | 112.892 |      |
|                                      |                         |                                    |         |      |
| Quelle: Innenministerium             |                         |                                    |         |      |

### Parlamentswahl 1996

#### Direktstimmen
| Kandidaten               | Kandidaten               | Parteien            | Stimmen | %    |
| ------------------------ | ------------------------ | ------------------- | ------- | ---- |
|                          | Silvio Berlusconigewählt | Polo per le Libertà | 46.098  | 51,5 |
|                          | Michele Salvati          | L’Ulivo             | 32.464  | 36,3 |
|                          | Umberto Bossi            | Lega Nord           | 10.179  | 11,4 |
|                          | Camillo Santo Comelli    | Partito Umanista    | 766     | 0,9  |
| Gesamt                   | Gesamt                   | Gesamt              | 89.507  | 100  |
|                          |                          |                     |         |      |
| Ungültige Stimmen        | Ungültige Stimmen        | Ungültige Stimmen   | 3.462   | 3,7  |
| Wähler                   | Wähler                   | Wähler              | 92.969  | 82,6 |
| Wahlberechtigte          | Wahlberechtigte          | Wahlberechtigte     | 112.496 |      |
|                          |                          |                     |         |      |
| Quelle: Innenministerium |                          |                     |         |      |

#### Listenstimmen
| Parteien                                          | Parteien                             | Parteien                             | Stimmen | %    |
| ------------------------------------------------- | ------------------------------------ | ------------------------------------ | ------- | ---- |
|                                                   | Polo per le Libertà                  | Forza Italia                         | 27.483  | 30,5 |
| Alleanza Nazionale                                | Polo per le Libertà                  | 11.442                               | 12,7    |      |
| CCD – CDU                                         | Polo per le Libertà                  | 3.689                                | 4,1     |      |
| ↳ Gesamt                                          | Polo per le Libertà                  | 42.614                               | 47,3    |      |
|                                                   | L’Ulivo                              | Partito Democratico della Sinistra   | 15.613  | 17,3 |
| Rinnovamento Italiano                             | L’Ulivo                              | 5.059                                | 5,6     |      |
| Popolari per Prodi (PPI – SVP – PRI – UD – Prodi) | L’Ulivo                              | 4.315                                | 4,8     |      |
| Federazione dei Verdi                             | L’Ulivo                              | 2.058                                | 2,3     |      |
| ↳ Gesamt                                          | L’Ulivo                              | 27.045                               | 30,0    |      |
|                                                   | Lega Nord                            | Lega Nord                            | 8.683   | 9,6  |
|                                                   | Partito della Rifondazione Comunista | Partito della Rifondazione Comunista | 6.105   | 6,8  |
|                                                   | Lista Pannella – Sgarbi              | Lista Pannella – Sgarbi              | 4.796   | 5,3  |
|                                                   | Fiamma Tricolore                     | Fiamma Tricolore                     | 511     | 0,6  |
|                                                   | Partito Umanista                     | Partito Umanista                     | 246     | 0,3  |
| Gesamt                                            | Gesamt                               | Gesamt                               | 90.000  | 100  |
|                                                   |                                      |                                      |         |      |
| Ungültige Stimmen                                 | Ungültige Stimmen                    | Ungültige Stimmen                    | 2.955   | 3,2  |
| Wähler                                            | Wähler                               | Wähler                               | 92.955  | 82,6 |
| Wahlberechtigte                                   | Wahlberechtigte                      | Wahlberechtigte                      | 112.496 |      |
|                                                   |                                      |                                      |         |      |
| Quelle: Innenministerium                          |                                      |                                      |         |      |

### Parlamentswahl 2001

#### Direktstimmen
| Kandidaten               | Kandidaten               | Parteien           | Stimmen | %    |
| ------------------------ | ------------------------ | ------------------ | ------- | ---- |
|                          | Silvio Berlusconigewählt | Casa delle Libertà | 42.098  | 53,7 |
|                          | Gianni Rivera            | L’Ulivo            | 28.651  | 36,5 |
|                          | Benedetto Della Vedova   | Lista Emma Bonino  | 4.874   | 6,2  |
|                          | Adriano Ciccioni         | Lista Di Pietro    | 2.835   | 3,6  |
| Gesamt                   | Gesamt                   | Gesamt             | 78.458  | 100  |
|                          |                          |                    |         |      |
| Ungültige Stimmen        | Ungültige Stimmen        | Ungültige Stimmen  | 2.954   | 3,6  |
| Wähler                   | Wähler                   | Wähler             | 81.412  | 80,4 |
| Wahlberechtigte          | Wahlberechtigte          | Wahlberechtigte    | 101.269 |      |
|                          |                          |                    |         |      |
| Quelle: Innenministerium |                          |                    |         |      |

#### Listenstimmen
| Parteien                       | Parteien                             | Parteien                               | Stimmen | %    |
| ------------------------------ | ------------------------------------ | -------------------------------------- | ------- | ---- |
|                                | Casa delle Libertà                   | Forza Italia                           | 28.374  | 36,1 |
| Alleanza Nazionale             | Casa delle Libertà                   | 9.507                                  | 12,1    |      |
| Lega Nord                      | Casa delle Libertà                   | 2.884                                  | 3,7     |      |
| CCD – CDU                      | Casa delle Libertà                   | 1.452                                  | 1,8     |      |
| ↳ Gesamt                       | Casa delle Libertà                   | 42.217                                 | 53,7    |      |
|                                | L’Ulivo                              | La Margherita (Dem – PPI – RI – Udeur) | 12.930  | 16,4 |
| Democratici di Sinistra        | L’Ulivo                              | 10.248                                 | 13,0    |      |
| Il Girasole (FdV – SDI)        | L’Ulivo                              | 1.220                                  | 1,6     |      |
| Partito dei Comunisti Italiani | L’Ulivo                              | 1.046                                  | 1,3     |      |
| ↳ Gesamt                       | L’Ulivo                              | 25.444                                 | 32,3    |      |
|                                | Lista Emma Bonino                    | Lista Emma Bonino                      | 4.301   | 5,5  |
|                                | Partito della Rifondazione Comunista | Partito della Rifondazione Comunista   | 3.363   | 4,3  |
|                                | Lista Di Pietro                      | Lista Di Pietro                        | 2.300   | 2,9  |
|                                | Democrazia Europea                   | Democrazia Europea                     | 590     | 0,7  |
|                                | Partito Pensionati                   | Partito Pensionati                     | 435     | 0,6  |
|                                | Abolizione Scorporo                  | Abolizione Scorporo                    | 31      | 0,0  |
| Gesamt                         | Gesamt                               | Gesamt                                 | 78.681  | 100  |
|                                |                                      |                                        |         |      |
| Ungültige Stimmen              | Ungültige Stimmen                    | Ungültige Stimmen                      | 2.734   | 3,4  |
| Wähler                         | Wähler                               | Wähler                                 | 81.415  | 80,4 |
| Wahlberechtigte                | Wahlberechtigte                      | Wahlberechtigte                        | 101.269 |      |
|                                |                                      |                                        |         |      |
| Quelle: Innenministerium       |                                      |                                        |         |      |